# Акчи
Акчи (кит. 阿合奇镇, пін. Āhéqí Zhèn) — містечко у КНР, адміністративний центр однойменного повіту Кизилсу-Киргизької автономної префектури.

## Географія
Акчи розташовується у передгір'ях західного Тянь-Шаню у верхній течії Тошкану.

### Клімат
Містечко знаходиться у зоні, котра характеризується кліматом тропічних степів. Найтепліший місяць — липень із середньою температурою 18.9 °C (66 °F). Найхолодніший місяць — січень, із середньою температурою -8.3 °С (17 °F).
| Клімат Акчи             | Клімат Акчи | Клімат Акчи | Клімат Акчи | Клімат Акчи | Клімат Акчи | Клімат Акчи | Клімат Акчи | Клімат Акчи | Клімат Акчи | Клімат Акчи | Клімат Акчи | Клімат Акчи | Клімат Акчи |
| Показник                | Січ.        | Лют.        | Бер.        | Квіт.       | Трав.       | Черв.       | Лип.        | Серп.       | Вер.        | Жовт.       | Лист.       | Груд.       | Рік         |
| Середній максимум, °C   | −2          | 0           | 7           | 16          | 20          | 24          | 26          | 25          | 21          | 14          | 5           | 0           | 13          |
| Середня температура, °C | −8          | −6          | 2           | 9           | 14          | 17          | 19          | 18          | 14          | 7           | 0           | −6          | 6           |
| Середній мінімум, °C    | −14         | −12         | −3          | 3           | 7           | 10          | 12          | 11          | 7           | 1           | −6          | −12         | 0           |
| Норма опадів, мм        | 2           | 4           | 11          | 14          | 26          | 27          | 35          | 39          | 22          | 4           | 2           | 1           | 187         |
| ----------------------- | ----------- | ----------- | ----------- | ----------- | ----------- | ----------- | ----------- | ----------- | ----------- | ----------- | ----------- | ----------- | ----------- |
| Джерело: Weatherbase    |             |             |             |             |             |             |             |             |             |             |             |             |             |